# 環境委員会
環境委員会（かんきょういいんかい）は、日本の衆議院・参議院における常任委員会の一つ。国会法第41条2項11号及び同条3項11号に規定される。

## 概要
環境委員会は、衆議院、参議院にそれぞれ置かれる常任委員会である。環境委員会が最初に置かれたのは、参議院は2001年1月31日に召集された第151回国会、衆議院は1980年7月17日に召集された第92回国会である。衆参の環境委員会はそれぞれの議院規則により所管が定められており、環境省、公害等調整委員会所管のうち経済産業委員会の所管事項を除くものを対象とする（衆議院規則92条11号、参議院規則74条11号）。具体的には、環境保全、地球温暖化対策、公害対策等である。
委員会の委員は、議院において選任される（国会法42条1項）。委員の選任は、すべて議長の指名によって行われる（衆議院規則37条、参議院規則30条1項）。実際には、各議院運営委員会において、各会派の議席数に応じて各委員会の委員の員数も配分され、個別の人事は配分された員数の範囲内で各会派によって行われる。
委員長は、委員の互選（国会法第25条）もしくは議長において指名（衆議院規則第15条第1項、参議院規則16条2項）で選任されると定められているが、後者の場合がほとんどである。この場合、事前に各会派間で協議された常任委員長各会派割当てと会派申出の候補者に基づいておこなわれる。なお、委員長に事故があった場合は理事が職務を行うことになっている（衆議院規則第38条第2項、参議院規則31条3項）。
理事の選任は委員の互選（衆議院規則第38条第2項、参議院規則32条2項）となっているが、第1回国会以来すべて委員長の指名により行われている。理事の員数および各会派割当ては議院運営委員会で決定した基準により、選挙など会派の構成が大きく変わった際に見直される。
衆議院は中央省庁再編以前の第92回国会から環境委員会が設置されており、第91回国会まで設置されていた公害対策並びに環境保全特別委員会と同じ性格を有す。
参議院は2001年1月に実施された中央省庁再編で環境庁、厚生省の一部部局が環境省に統合されたことを受けて設置され、第142回国会から第150回国会までの国土・環境委員会、第99回国会から第141回国会までの環境特別委員会と同じ性格を有す。

## 衆議院
- 衆議院における委員の選任は、総選挙後初めて召集される会期の始めに行われる（国会法第42条および衆議院委員会先例集9号）か、国会法または衆議院規則の改正により必要となったとき（衆議院委員会先例集10号）のみであり、その他の場合は異動とみなし、委員の辞任と補欠選任で対処することになっている。
- 多くの会派は、総選挙後の国会と毎年秋に召集される臨時国会の冒頭で各委員の構成を見直すことを例としていることから、実際に委員の構成が大きく変わるのはその際である。
- 委員の会派割当数は所属議員の比率により議院運営委員会において決定される（国会法第46条および衆議院委員会先例集12号）。

### 組織
衆議院環境委員会の員数は30人である（衆議院規則92条）。委員長1名、理事8名が選出または指名される。
衆議院環境委員会の組織
2025年（令和7年）4月8日現在
- 環境委員長
  - 近藤昭一（立憲民主党・無所属）

- 理事
  - 石原宏高、武村展英、平口洋（自由民主党・無所属の会）
  - 阿部知子、松木けんこう、森田俊和（立憲民主党・無所属)
  - 空本誠喜（日本維新の会）
  - 仙田晃宏（国民民主党・無所属クラブ）

- 委員
  - 五十嵐清、勝目康、古賀篤、坂本竜太郎、佐々木紀、島田智明、深澤陽一、宮内秀樹、山際大志郎（自由民主党・無所属の会）
  - 大河原まさこ、川原田英世、斎藤裕喜、佐藤公治、篠原孝、馬場雄基（立憲民主党・無所属）
  - 猪口幸子（日本維新の会）
  - 沼崎満子、福重隆浩（公明党）
  - 北野裕子（参政党）
  - 竹上裕子（日本保守党）
  - 中村はやと（無所属）

### 所管事項
衆議院環境委員会の所管事項は次の通り（衆議院規則92条）。
1. 環境省の所管に属する事項
2. 公害等調整委員会に関する事項（経済産業委員会の所管に属する事項を除く。）

国政調査案件
1. 環境の基本施策に関する事項
2. 地球温暖化の防止及び低炭素社会の構築に関する事項
3. 循環型社会の形成に関する事項
4. 自然環境の保護及び生物多様性の確保に関する事項
5. 公害の防止及び健康被害の救済に関する事項
6. 原子力の関する事項
7. 公害紛争の処理に関する事項

## 参議院

### 組織
参議院環境委員会の員数は20人である（参議院規則74条）。委員長1名、理事数名が選出または指名される（参議院規則第16条及び31条）。
参議院環境委員会の組織
2025年（令和7年）6月3日現在
- 環境委員長
  - 青山繁晴（自由民主党）

- 理事
  - 小野田紀美、梶原大介（自由民主党）
  - 川田龍平（立憲民主・社民・無所属）
  - 串田誠一（日本維新の会）
  - 山下芳生（日本共産党）

- 委員
  - 石井準一、尾辻󠄀秀久、加田裕之、武見敬三、鶴保庸介、中田宏（自由民主党）
  - 青木愛、三上絵里（立憲民主・社民・無所属）
  - 伊藤孝江、髙橋次郎（公明党）
  - 浜野喜史（国民民主党・新緑風会）
  - 山本太郎（れいわ新選組）
  - 永江孝子（各派に属しない議員）

### 所管事項
参議院環境委員会の所管事項は以下の通り（参議院規則74条）。
1. 環境省の所管に属する事項
2. 公害等調整委員会の所管に属する事項

国政調査案件
1. 環境及び公害問題に関する事項

## 所管国務大臣
委員会が審査又は調査を行うときは、政府に対する委員の質疑は、国務大臣又は内閣官房副長官、副大臣若しくは大臣政務官に対して行う（衆議院規則45条の2、参議院規則42条の2）。どの国務大臣等に対して出席を求めるかは、各議院の委員会において、委員長及び理事の協議で決定される。環境委員会において出席を求められる主な国務大臣等は、以下の通り。
- 環境大臣
  - 浅尾慶一郎（自由民主党）
- 環境副大臣
  - 中田宏（自由民主党）
  - 小林史明（自由民主党）
- 環境大臣政務官
  - 五十嵐清（自由民主党）
  - 勝目康（自由民主党）